# Лалонг
Лало́нг (фр. Lalongue) — коммуна во Франции, находится в регионе Аквитания. Департамент — Атлантические Пиренеи. Входит в состав кантона Тер-де-Люи и Кото-дю-Вик-Бий. Округ коммуны — По.
Код INSEE коммуны — 64307.

## География

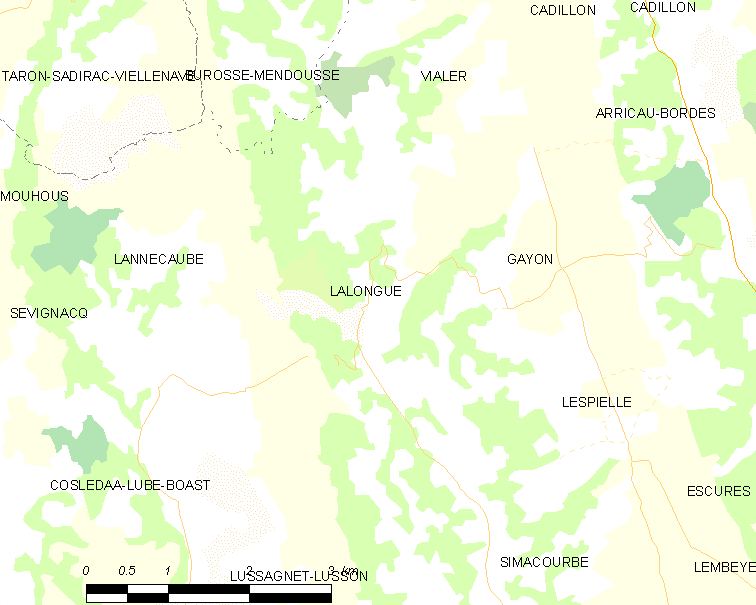
Карта коммуны

Коммуна расположена приблизительно в 630 км к югу от Парижа, в 155 км южнее Бордо, в 25 км к северо-востоку от По.

### Климат
Климат тёплый океанический. Зима мягкая, средняя температура января — от +5°С до +13°С, температуры ниже −10 °C бывают редко. Снег выпадает около 15 дней в году с ноября по апрель. Максимальная температура летом порядка 20-30 °C, выше 35 °C бывает очень редко. Количество осадков высокое, порядка 1100 мм в год. Характерна безветренная погода, сильные ветры очень редки.

## Население
Население коммуны на 2010 год составляло 199 человек.
| 1962 | 1968 | 1975 | 1982 | 1990 | 1999 | 2010 |
| ---- | ---- | ---- | ---- | ---- | ---- | ---- |
| 172  | 163  | 144  | 140  | 171  | 179  | 199  |

## Администрация
| Период | Период | Фамилия      | Партия | Примечания |
| ------ | ------ | ------------ | ------ | ---------- |
| 1995   | 2001   | Эли Лакамуар |        |            |
| 2001   | 2014   | Пьер Торюс   |        |            |
| 2014   | 2020   | Мартин Юрбен |        |            |

## Экономика
В 2010 году среди 126 человек трудоспособного возраста (15-64 лет) 86 были экономически активными, 40 — неактивными (показатель активности — 68,3 %, в 1999 году было 72,1 %). Из 86 активных жителей работали 82 человека (46 мужчин и 36 женщин), безработных было 4 (2 мужчин и 2 женщины). Среди 40 неактивных 7 человек были учениками или студентами, 21 — пенсионерами, 12 были неактивными по другим причинам.

## Достопримечательности
- Церковь Св. Мартина (XI век)[4]
- Ансамбль оборонительных сооружений (XII век)[5]